# Liste der Baudenkmäler in Friesheim (Erftstadt)
Die Liste der Baudenkmäler in Friesheim (Erftstadt) enthält die denkmalgeschützten Bauwerke auf dem Gebiet von Erftstadt-Friesheim in Nordrhein-Westfalen (Stand: Juni 2024). Diese Baudenkmäler sind in der Denkmalliste der Stadt Erftstadt eingetragen; Grundlage für die Aufnahme ist das Denkmalschutzgesetz Nordrhein-Westfalen (DSchG NRW).

## Baudenkmäler
Die Liste der Baudenkmäler enthält Sakralbauten, Wohn- und Fachwerkhäuser, historische Gutshöfe und Adelsbauten, Industrieanlagen, Wegekreuze und andere Kleindenkmäler sowie Grabmale und Grabstätten, die eine besondere Bedeutung für die Geschichte Erftstadts haben.
Hinweis: Die Reihenfolge der Denkmäler in dieser Liste entspricht der offiziellen Liste und ist nach Bezeichnung, Ortsteilen und Straßen sortierbar.
| Bild                                    | Bezeichnung                             | Lage                                   | Beschreibung | Bauzeit          | Eingetragen seit | Denkmal- nummer |
| --------------------------------------- | --------------------------------------- | -------------------------------------- | --- | ---------------- | ---------------- | --------------- |
| weitere Bilder                          | Pfarrkirche St. Martin                  | Hubert-Vilz-Platz 11                   | Die dreischiffige neugotische Backsteinkirche wurde nach Plänen des Architekten August Carl Lange (1834–1884) in den Jahren 1877–1878 erbaut. Die Seitenschiffe sind durch ein umlaufendes Sockel-, ein Kaffgesims und ein oberhalb der Fenster verlaufendes profiliertes Traufgesims horizontal gegliedert. Gliederungselemente und Fenstergewände sind in Sandstein ausgeführt. An beiden Seiten befinden sich im Winkel zwischen Chor und Seitenschiffen Sakristeianbauten. Vertikal gliedern zweifach abgesetzte Strebepfeiler den Bau. Westwärts vor dem Kirchenschiff steht der etwa 50 m hohe fünfgeschossige Turm, in dessen Untergeschoss sich das Hauptportal befindet, das von je zwei eingestellten Rundsäulen flankiert wird. Den Spitzbogen oberhalb der Tür füllt ein dreibahniges Fenster aus. Das Hauptportal wird umrahmt von einem Gewändeportal, dessen Giebel in ein vierbahniges Fenster im zweiten Stock hineinreicht. Im dritten Obergeschoss, dem Glockengeschoss, sind an allen Seiten zweibahnige Spitzbogenfenster eingelassen. In den Giebeldreiecken des vierten Obergeschosses sind an allen Seiten zwei Spitzbogenfenster als Blendfenster und ein offenes Fenster, drei Rundbogenfenster sowie die Turmuhr eingearbeitet. Auf dem abschließenden Spitzbogenfries erhebt sich ein achteckiger Schiefer gedeckter Turmhelm mit vier kleinen Seitentürmchen. | 1877/78          | 10.08.1982       | 013             |
| Haus Pafemötz                           | Haus Pafemötz                           | Bruder-Edelfried-Straße 20             | Das zweigeschossige Fachwerkhaus liegt traufseitig zur Straße. Die Ecklage des Hauses wird betont durch einen Anbau an der Giebelfront. Im leicht vorkragenden Obergeschoss befindet sich auf der Traufseite ein auf Knaggen ruhender Erker. Das ehemalige Gasthaus „Pafemötz“, das seinen Namen dem Dach in Form eines Biretts verdankt, wurde 1646 erbaut. | 1646             | 10.08.1982       | 014             |
| Haus Fuck                               | Haus Fuck                               | Hubert-Vilz-Platz 8                    | Das zum Platz hin traufenständige zweigeschossige Fachwerkhaus mit leicht vorkragendem Obergeschoss ist das älteste der noch erhaltenen Wohnhäuser in Friesheim und wurde 1608 erbaut. Die Gefache sind mit Feldbrandsteinen ausgefüllt, die in unterschiedlichen Mustern verlegt sind. Im Erdgeschoss hat das Gebäude Kreuzstockfenster, im Obergeschoss Zwillingsfenster. Die äußeren Fensterpaare im Obergeschoss haben kleine Schutzdächer, die unter den Fenstern liegenden Felder werden durch Andreaskreuze und Rauten betont. Im Jahr 1953 hatten die Ziegel einen konservierenden Schlämmanstrich in leuchtendem Rot erhalten, deren Fugen durch einen weißen Anstrich betont wurden. Bei der Fassadensanierung im Jahr 2008 wurde der Schlämmanstrich entfernt, um die Reparatur der Gefache vornehmen zu können. Man stellte fest, dass die vorgefundene Zierausfachung mit einem hellen weich gebrannten Backstein schon zu einem frühen Zeitpunkt (17./18. Jh.) erfolgt war. | 1608             | 10.08.1992       | 015             |
| weitere Bilder                          | Burganlage, Vorburg der Weißen Burg     | Weilerswister Straße 21                | Von der Burg ist die nach den Kriegszerstörungen wieder aufgebaute Vorburg mit Wassergraben, dreibogiger Brücke und einem Portal mit dem Kölner Wappen erhalten. | 14. Jh.          | 13.08.1982       | 038             |
| weitere Bilder                          | Burganlage Wasserburg Redinghoven       | Niederweg 64-66                        | Das Torhaus mit dem AllianzwappenRedinghoven/Wymar wurde 1741 erbaut. Auf der Hofseite sind die Gefache mit in Mustern verlegten Ziegeln aufgemauert. Die drei Stufengiebel des Herrenhauses entstanden dadurch, dass man dem ältesten Teil mit Satteldach und Stufengiebel zwei weitere Bauten mit Satteldach und Stufengiebel vorsetzte. | 14. Jh., 1736/41 | 16.08.1982       | 046             |
| 2-geschossiges Backsteingebäude         | 2-geschossiges Backsteingebäude         | Hubert-Vilz-Platz 13                   | Die in unmittelbarer Nähe der Kirche gelegene ehemalige Schule, ein zweigeschossiges Backsteingebäude mit verputztem Sockel, wurde 1835 errichtet. Das Walmdach mit Dachgauben ist mit Pfannen gedeckt. Die Fassade ist streng gegliedert. Der erneuerte breite Eingang in der Mittelachse mit zweiläufiger Freitreppe liegt an der zum Hubert-Vilz-Platz gewandten Langseite. Die Fenster mit Fensterstürzen und Sandsteingewänden sind gleichmäßig angeordnet, im Obergeschoss mit verbindendem Sohlbankgesims, an den Schmalseiten Ecklisenen und jeweils drei Fenster in den Geschossen. Das Gebäude ist im Besitz der Pfarrgemeinde und wird als Pfarrheim sowie von Vereinen genutzt. Auf der Rückseite schließt im rechten Winkel ein neu erbauter Pfarrsaal an. | 1835             | 15.12.1983       | 083             |
| 2-geschossiges verputztes Backsteinhaus | 2-geschossiges verputztes Backsteinhaus | Graf-Emundus-Straße 42                 | Das zweigeschossige verputzte Backsteingebäude mit abgesetztem Sockel und Pfannen gedecktem Dach wurde im Jahre 1834 errichtet. Die Traufseite hat drei, die Giebelseite zwei Fensterachsen. Die gleichmäßig angeordneten Fenster besitzen im Erdgeschoss Sandsteingewände. Die Fenster der Giebelseite des Obergeschosses sind mit Schlagläden versehen. | 1834             | 18.06.1985       | 094             |
| Mühle (ehemalige Burgmühle)             | Mühle (ehemalige Burgmühle)             | Weilerswister Straße 19                | Das zweigeschossige zum Weg hin traufenständige Fachwerkhaus liegt in der Nähe der Weißen Burg. Es hat ein mit Pfannen gedecktes Satteldach und ist an drei Seiten verputzt. An der Rückseite liegt das Fachwerk frei. Die herausragenden Köpfe der quer das Haus durchziehenden Deckenbalken sind zur Straße hin verputzt. Im Innern des Hauses sind in einigen Räumen die Kölner Decken noch erhalten. Im angrenzenden Mühlengebäude ist die Mahleinrichtung noch vorhanden. An der Rückseite des Gebäudes befindet sich am Mühlenbach ein separater überdachter durch eine Tür zu verschließender Bau mit dem nicht mehr in Betrieb befindlichen eisernen Wasserrad. | 18. und 19. Jh.  | 07.08.1985       | 097             |
| Grenzstein mit Weltkugel                | Grenzstein mit Weltkugel                | östlich von Friesheim                  | Der Stein markiert die Grenze zwischen der Unterherrschaft des Stiftes Mariengraden in Bliesheim und der des Domstiftes in Friesheim. Die letzte Grenzkontrolle durch eine Begehung, Beleitgang genannt, fand 1781 statt. | 1781             | 05.11.1985       | 100             |
| 2-geschossiges Fachwerkhaus             | 2-geschossiges Fachwerkhaus             | Graf-Emundus-Straße 49a                | Das zweigeschossige Fachwerkhaus mit Ziegelausfachung steht auf einem hohen Backsteinsockel und hat einen Drempel. Der Eingang mit Freitreppe liegt in der Mitte der fünf Fensterachsen. Die gleichmäßig angeordneten Sprossenfenster haben geschwungene Sohlbänke. | Mitte 19. Jh.    | 30.09.1987       | 104             |
| weitere Bilder                          | Jüdischer Friedhof                      | An der L 162                           | Es sind noch elf Grabsteine des Friedhofes, der bis 1942 benutzt wurde, vorhanden. | 1848             | 29.12.1988       | 111             |
| Heiliger Johannes von Nepomuk           | Heiliger Johannes von Nepomuk           | Niederweg 64 / Abzweigung              | Auf einem hohen geschweiften Sockel mit einer Wappenkartusche steht auf einem Podest der heilige Nepomuk. Die fast lebensgroße vollplastische Darstellung des Heiligen ist aus hellem Sandstein gearbeitet und wurde nach der Restaurierung farbig gefasst. | 18. Jh.          | 20.02.1990       | 113             |
| Kriegerdenkmal / Grabenrechteck         | Kriegerdenkmal / Grabenrechteck         | Weilerswister Straße                   | Im Auftrag der Gemeinde Friesheim schuf der Bildhauer Adalbert Hertel aus Köln 1923 ein Denkmal für die Gefallenen des Ersten Weltkrieges. Auf einer Säule stehen die Namen der Gefallenen, auf dem Kapitell mit den Wappen ehemaliger Friesheimer Adelsfamilien befindet sich eine Figur des hl. Martinus, der hoch zu Ross seinen Mantel mit einem auf der Erde sitzenden Bettler teilt. 1983 ließ die Gemeinde ein Gedenkstein für die Opfer des Zweiten Weltkrieges und eine moderne Martinusfigur aufstellen. 2007 errichtete sie eine Steintafel mit den Namen aller Gefallenen des Zweiten Weltkrieges. | 1923, 1983, 2007 | 27.03.1990       | 117             |
| Bildstock                               | Bildstock                               | Bruder-Edelfried-Straße / Kriegergasse | Auf einem rechteckigen Sockel ist ein rundbogiger Aufsatz mit einer rundbogigen Nische errichtet. Zwischen Sockel und Bildnische befindet sich ein verkröpftes Gesims. | 18. Jh.          | 02.04.1990       | 131             |
| Wegekreuz                               | Wegekreuz                               | Niederweg / Boxerweg                   | Das aus Sandstein gearbeitete Kreuz wurde im 18. Jahrhundert errichtet. Auf einem breiten Sockel steht ein schlanker Schaft mit vortretender Konsole und rundbogiger Sakramentsnische, darüber ein Kreuz mit einem erneuerten Korpus aus Metall. | 18. Jh.          | 18.02.1991       | 151             |
| Ehemalige Krahesburg                    | Ehemalige Krahesburg                    | Talstraße 2                            | Das Wohnhaus, ein zweigeschossiger verputzter Massivbau mit Walmdach wurde 1727 erbaut. Das Jahr ist durch Ankerzahlen seitlich der rundbogigen Tordurchfahrt datiert. Das im Barockstil errichtete ehemalige Schultheißenhaus wird von der einheimischen Bevölkerung nach dem Schultheißen Krahe als „Krahesburg“ bezeichnet. Die das Anwesen umgebenden Wassergräben wurden in den 1960er Jahren zugeschüttet. | 1727             | 07.10.1991       | 158             |
| Bildstock                               | Bildstock                               | Talstraße bei Hausnummer 2             | Der auf einem Sockel stehende rechteckige Schaft ist übergiebelt. Die stichbogige Nische besitzt noch eine originale Vergitterung. | Ende 19. Jh.     | 08.10.1991       | 159             |
| 1-geschossiges Fachwerk-Backsteinhaus   | 1-geschossiges Fachwerk-Backsteinhaus   | Graf-Emundus-Straße 46                 | Das eingeschossige an der Giebelseite verputzte Wohnhaus mit Krüppelwalmdach hat an der Traufseite eine Backsteinfassade mit Zwerchhaus. Traufseitig liegt der schmale Mitteleingang mit vorgelagerter Freitreppe. | Ende 19. Jh.     | 25.04.1995       | 227             |
| 2-geschossiges Fachwerkhaus             | 2-geschossiges Fachwerkhaus             | Graf-Emundus-Straße 19                 | Das zweigeschossige zur Straßenseite vierachsige Fachwerkhaus mit Satteldach und roten Dachpfannen ist durch einen modernen Rauchputz sehr entstellt. In der seitlich anschließenden Mauer befindet sich eine große korbbogige Hofeinfahrt. | Mitte 19. Jh.    | 21.06.1995       | 235             |
|                                         | verputztes Fachwerkhaus                 | Graf-Emundus-Straße 44                 | | 19. Jh.          | 16.04.2004       | 241             |
| Fachwerkhaus                            | Fachwerkhaus                            | Talstraße 20                           | Der zweigeschossige traufenständige Fachwerkbau mit Pfannen gedecktem Satteldach hat im Erd- und im Obergeschoss über die Geschosse verlaufende Schrägstreben. Über dem Eingang befinden sich zwei Gefache mit schräggestellten leicht geschweiften Hölzern. | Mitte 19. Jh.    | 23.09.1996       | 274             |
| Fachwerkgebäude                         | Fachwerkgebäude                         | Auf dem Kreuzberg 1                    | Das ehemalige Pfarrhaus, ein zweigeschossiges Fachwerkhaus mit Walmdach aus dem Jahre 1726 ist völlig verputzt. Der Eingang befindet sich in der Mitte der Längsseite. An der zur Straße gewandten Seite wurde ein zweiter Eingang geschaffen. Die vier als Chronogramm verfassten Inschriften auf dem Holzbalken über dem Haupteingang ergeben die Datierung. Pastor sIt satagens reprobVs CVM praeDICat Ipse ne fIat fVrVae portIo tetra atygIs (1726) stVLtVs fVgIt DIsCIpLInaM patrIs sVI (1726) qVI aVteM CVstoDIt InCrepatIones astVIor fIet. Proverb 15.vers 5 (1726) terrae pars VILIs has MorIens VIVI aeDes LoCaVIt (1726) Auch der Erweiterungsbau, der 1819 von der Gemeinde unter Pfarrer Johannes Offer errichtet wurde, ist durch Chronogramm datiert. HanC aeDIs parteM posVerVnt paroChIanI sVb paroCho Iohanne offer | 1726             | 27.11.1996       | 280             |
| Gedenkstein auf dem Friedhof (D/E 62)   | Gedenkstein auf dem Friedhof (D/E 62)   | Strunkpfad                             | Das am Schnittpunkt der Friedhofwege auf dem 1876 eingeweihten Friedhof errichtete Hochkreuz diente als Grabstein für den 1887 verstorbenen Pfarrer Stempels. Das Kreuz aus hellem Sandstein besteht aus einem mehrfach abgetreppten Sockel und einem breiten Schaft mit einer Inschrifttafel aus schwarzem Marmor. Der Aufsatz ist mit einer stichbogigen Öffnung und neugotischem Maßwerk versehen, darauf ist eine vollplastische Kreuzigungsgruppe angebracht. Um das Hochkreuz gruppieren sich die Grabsteine anderer Pfarrer, alle mit einheitlich gehaltenen Marmortafeln. | 1876             | 31.08.2008       | 361             |
| Friedhofsmauer                          | Friedhofsmauer                          | Strunkpfad                             | Von der Friedhofsmauer, die 1879 ein Friesheimer Gutsbesitzer aus eigenen Mitteln an errichten ließ, ist nur ein Teil mit dem Eingangstor erhalten. Die Mauer aus unterschiedlich gefärbten Backsteinen hat in regelmäßigen Abständen Backsteinpfeiler mit eingelegten Kreuzen aus gelbfarbigen Ziegeln. Zwischen den Pfeilern sind an der Innenseite neugotische Ornamente angebracht. | 1879             | 31.08.2008       | 362             |

## Belege
1. ↑  Denkmalliste der Stadt Erftstadt, übermittelt durch die Untere Denkmalbehörde Erftstadt
2. ↑  Dieter Hoffsümmer, Kapitel 7.2. Friesheim Pfarrkirche St. Martin. In: Frank Bartsch, Dieter Hoffsümmer, Hanna Stommel: Denkmäler in Erftstadt. Erftstadt 1998–2000.
3. ↑   Hans Josef Zinken: St. Martin in Erftstadt-Friesheim. Rheinische Kunststätten. Heft 448. Köln 2000
4. ↑  Dieter Hoffsümmer, Kapitel 7.6 Friesheim Haus Fuck. In: Frank Bartsch, Dieter Hoffsümmer, Hanna Stommel, Denkmäler in Erftstadt. Erftstadt 1998–2000.
5. ↑  Kristin Dohmen: Haus Fuck, erbaut 1608, saniert 2008. Jahrbuch der Stadt Erftstadt 2011 S. 47–53
6. ↑   Peter Simons: Friesheim. Geschichte der domkapitularischen Herrschaft. Köln 1933. S. 73
7. ↑  Dieter Hoffsümmer, Kapitel 7.5. Friesheim Mühle. In: Frank Bartsch, Dieter Hoffsümmer, Hanna Stommel: Denkmäler in Erftstadt. Erftstadt 1998–2000
8. ↑   Peter Simons: Friesheim. Geschichte der domkapitularischen Herrschaft. Köln 1933. S. 67